# Jeroen van Eck
Jeroen van Eck, né le 14 mai 1993 à Leuth, est un coureur cycliste néerlandais, spécialiste de VTT et notamment de cross-country eliminator. Il est champion du monde de cross-country eliminator en Aalen 2024.

## Palmarès en VTT

### Championnats du monde
- Lillehammer-Hafjell 2014
  - 19e du cross-country eliminator
- Vallnord 2015
  - 26e du cross-country eliminator
- Nové Město 2016
  - 21e du cross-country eliminator
- Chengdu 2018
  - 4e du cross-country eliminator
- Waregem 2019
  - 6e du cross-country eliminator
- Graz 2021
  -  Médaillé d'argent du cross-country eliminator
- Aalen 2024
  -  Champion du monde de cross-country eliminator

### Coupe du monde
- Coupe du monde de cross-country eliminator (2)
  - 2018 : 1er du classement général, vainqueur de deux manches
  - 2019 : 3e du classement général, vainqueur d'une manche
  - 2020 : vainqueur de deux manches
  - 2021 : 1er du classement général, vainqueur de deux manches
  - 2022 : 18e du classement général
  - 2023 : 23e du classement général

- Coupe du monde de cross-country à assistance électrique
  - 2021 : 4e du classement général, vainqueur d'une manche
  - 2022 : 7e du classement général
  - 2024 : 4e du classement général

### Championnats d'Europe
- Chies d'Alpago 2015
  -  Champion d'Europe de cross-country eliminator
- Darfo Boario Terme 2017
  -  Médaillé de bronze du cross-country eliminator
- Monte Tamaro 2020
  -  Médaillé d'argent du cross-country eliminator
- Novi Sad 2021
  -  Champion d'Europe de cross-country eliminator

### Championnats des Pays-Bas
- 2017
  -  Champion des Pays-Bas de cross-country eliminator
- 2018
  -  Champion des Pays-Bas de cross-country eliminator
- 2019
  -  Champion des Pays-Bas de cross-country eliminator
- 2020
  - 2e du cross-country